# Kleinschnittger
Kleinschnittger byla společnost vyrábějící minivozy Kleinschnittger v Arnsbergu, Severním Porýní-Vestfálsku v Německu. Založil ji v roce 1949 letecký truhlář Paul Kleinschnittger s finanční podporou společníka, hamburského investora Waltera Lembkeho.

## Počátky
Paul Kleinschnittger začal v roce 1939 s přípravou co nejlevnějšího vozu, který se skládal v podstatě ze starých leteckých dílů. Během druhé světové války byl vývoj pozastaven. Po jejím skončení získával potřebný materiál na opuštěném letišti, kde byly pozůstatky ze zakázaných vojenských letadel. A ve své malé dílně v Ladelundu ve Šlesvicku-Holštýnsku poblíž dánských hranic, kde prováděl opravy techniky pro místní farmáře, pokračoval v jeho konstrukci.
Na začátku roku 1949 představil minivůz Kleinschnittger 98 s jednoválcovým dvoudobým vzduchem chlazeným motorem DKW zdvihového objemu 98 cm³ vzadu. Složitý diferenciál s mnoha drahými ozubenými koly nahradil jednoduchými volnoběžkami prospěšnými tím, že na vnější straně zatáčky se kolo otáčí rychleji. Minimalistická hliníková karoserie roadsteru s hlubokými výřezy na boku místo dveří měla jediný světlomet. Čelní sklo pocházelo z vraku letadla a blatníky z motocyklů. Minivůz byl nakonec označen velmi přiléhavě po svém konstruktérovi – v němčině znamená klein malý a schnittig elegantní, parádní.
Ohromený tisk vzbudil zájem bohatého podnikatele Waltera Lembkeho, který financoval vývoj prototypu do sériové podoby a výstavbu malé továrny v Arnsbergu u Sauerlandu s mnoha kovoobráběcími společnostmi poblíž koupěschopnějšího Porúří.

## Kleinschnittger F125

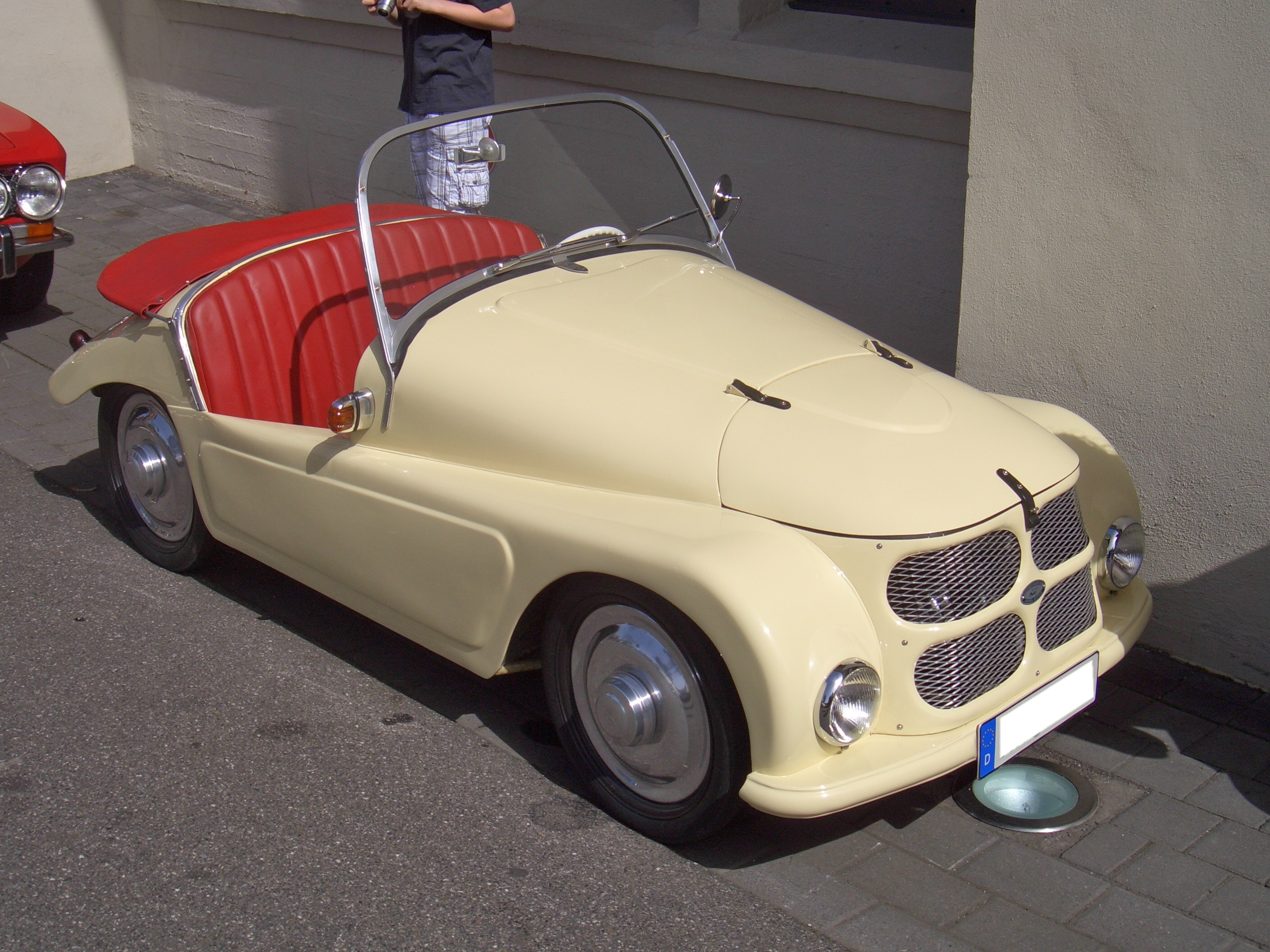
Kleinschnittger F125

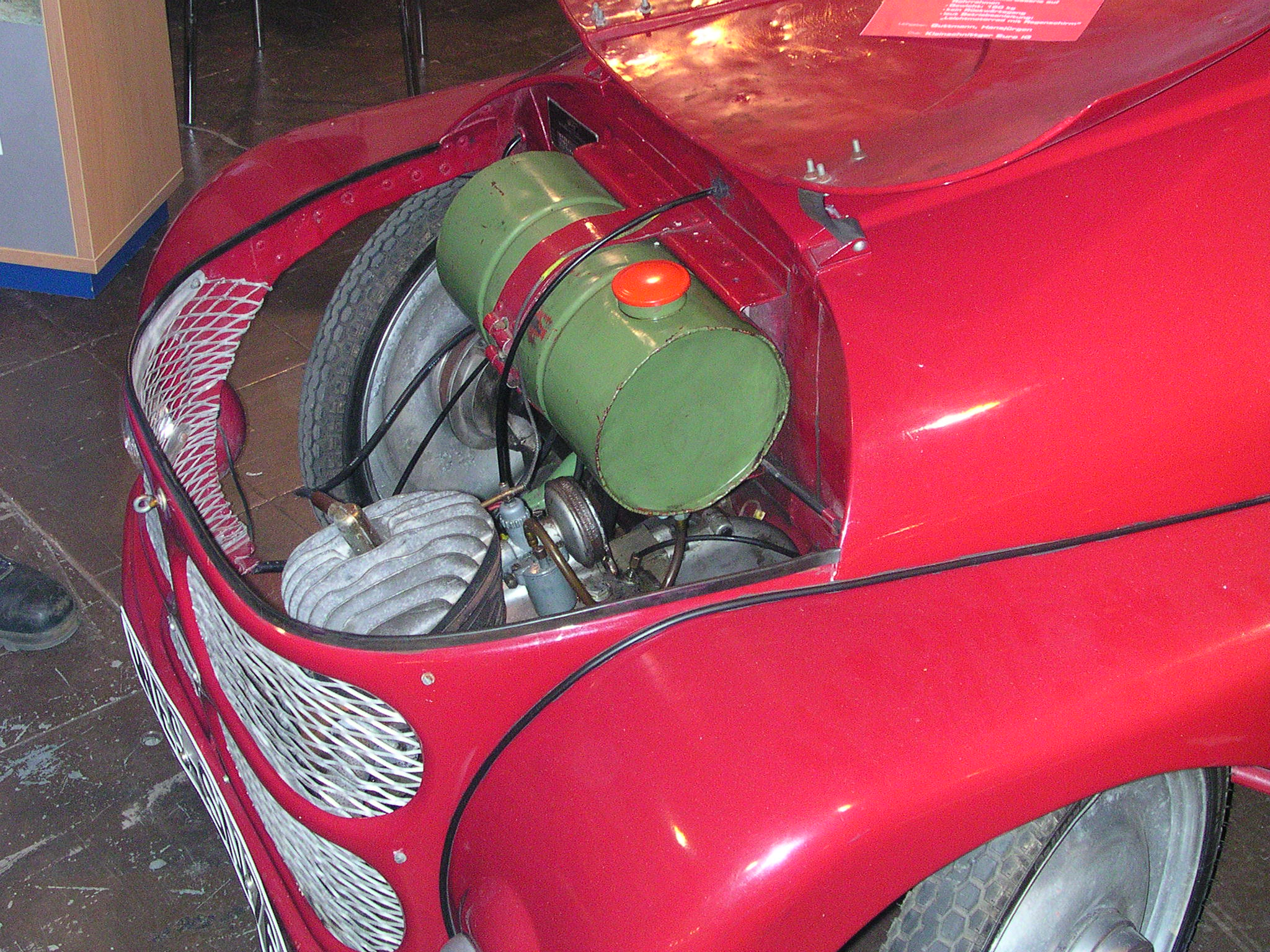
123 cm³ motor a 5 l nádrž

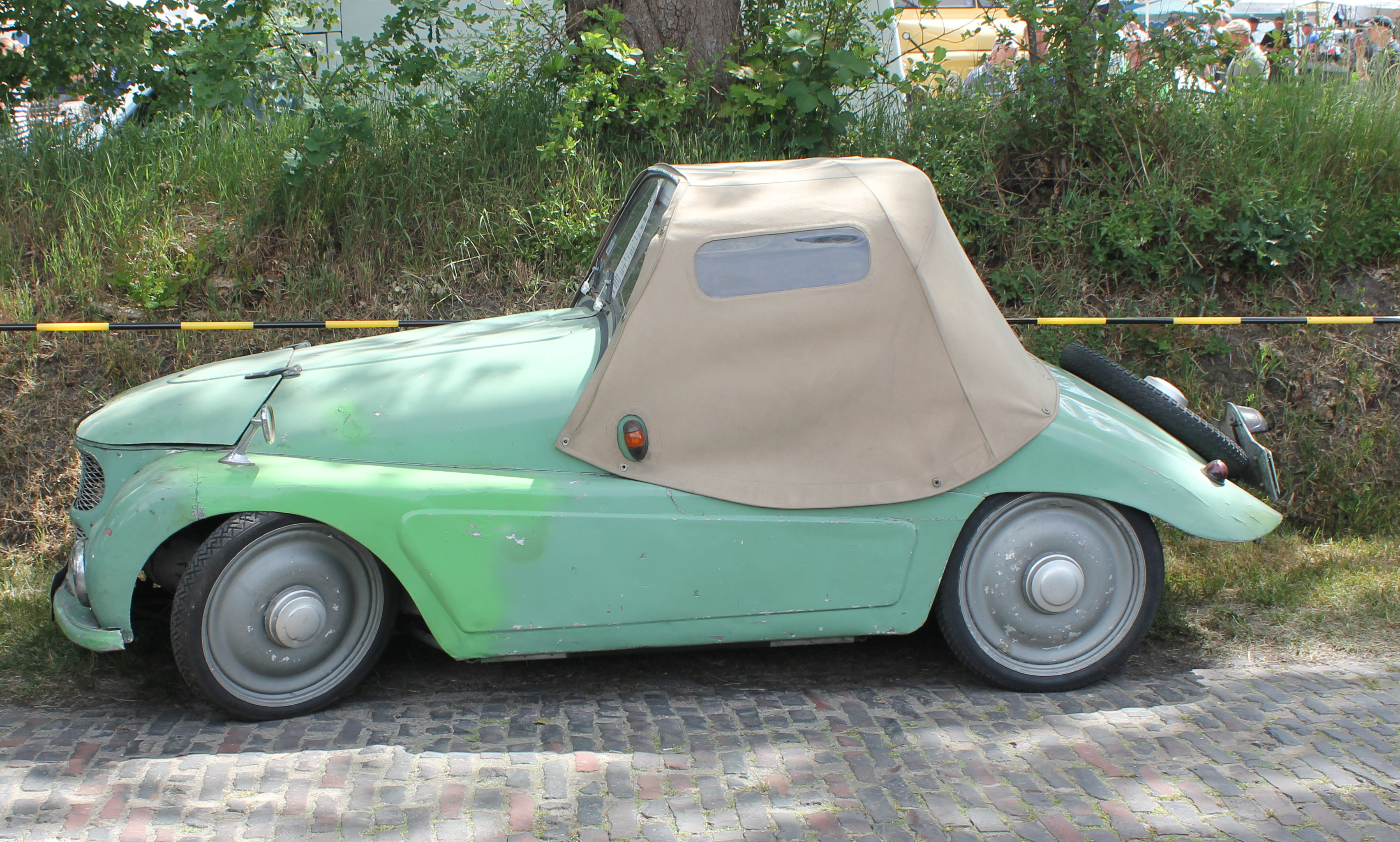
Kleinschnittger F125 – "motorka se čtyřmi koly a deštníkem"

Přepracovaný minivůz měl motor ILO objemu 123 cm³ napříč v předním převisu. V jednom bloku s třístupňovou převodovkou bez zpátečky, s volnoběžkou, lamelovou spojkou a řetězovým pohonem hřídele přední nápravy. Písmeno F v názvu symbolizovalo pohon předních kol a číslo 125 objemovou kategorii v cm³. 
Motor za mřížkou s velkými průduchy vystačil s náporovým chlazením bez ventilátoru a chladicího pláště. Palivová nádrž nad karburátorem za motorem nevyžadovala čerpadlo. Startování malého motoru šňůrou žádný akumulátor.
Hliníková karoserie byla přinýtována k trubkovému centrálnímu rámu. Zakřivené přední části blatníků byly nejprve vytvářeny z přebytečných hrnců polních kuchyní Wehrmachtu rozříznutých na polovinu. Hliníková kola s pneumatikami z mopedu byla zavěšena na podélných ramenech, vpředu tlačených a vzadu vlečených, odpružených nastavitelnými gumovými pásy. Kloubové disky byly vyraženy z gumotextilní tkaniny. Pro nedostatek strojů převládala ruční práce. Hliník byl na rozdíl od nedostatkové oceli mnohem dostupnější.
Vůz byl velmi lehký. Neměl zpátečku, dal se ale snadno zvednout a otočit na předních kolech. Pomáhalo to i při parkování. Nebo naklánění vozu bez zvedáku pro výměnu kola. Mnoho řidičů používalo vycházkovou hůl na odstrkávání vozu ze sedadla dozadu. Brzdy stačily mechanické. Omezený zavazadlový prostor byl za sedadlem. Většinou ho ale obsadila rezervní nádrž pro doplňování nedostatečné 5 l u motoru. Rezervní kolo se dalo namontovat na záď.
Sám konstruktér říkal vozu s nouzovou střechou „motorka se čtyřmi koly a deštníkem“. Byl to první nový sériový německý poválečný vůz. S dlouhou kapotou vypadal sportovně. Měl ale velmi nízké provozní náklady na úrovni menšího motocyklu. Co na něm nebylo se nemohlo opotřebit, porouchat nebo zničit.
Po zahájení prodeje 25. dubna 1950 rychle stoupl zájem a vůz byl velmi žádaný. Za 1995,- DM se prodával levněji než některé motocykly. Mnozí zákazníci čekali na ten svůj u bran továrny. Na vlakové nádraží se zpočátku tahaly v zápřahu za soukromým vozem Fiat 1400 Paula Kleinschnittgera po patnácti. Později odvážel mikrobus Volkswagen společnosti hromadně čtyři vozy, dva na střeše a další dva na přívěsu nad sebou. Stejně tak na poměrně úspěšné soutěžní jízdy. V roce 1953 obsadil závodní Kleinschnittger F125 na Rallye Lisabon-Madrid 2. místo ve třídě do 1100 cm³ za Porsche 356.
Ve srovnání s přibývající konkurencí nenabízel takový komfort, Postupem času se sice za příplatek nabízel dynamostartér nebo místo ručního ovládání stěračů rozměrný elektromotorek. Vzmáhající se Němci postupně ale kupovali praktičtější dražší větší vozy Lloyd 400 a Goggomobil.

#### Ceny
1950     1995,- DM

1951     2300,- DM

1953     2375,- DM

od roku 1953 za příplatek 75.- DM dynamostartér, od roku 1956 sériově

## Kleinschnittger F250
Sebevědomý Paul Kleinschnittger stejně jako mnoho poválečných výrobců přetížil svou společnost ve snaze proniknout na trh s většími vozy, kterému už dominovaly firmy jako Lloyd nebo Goggomobil. V letech 1954 až 1957 postavil několik prototypů malých kupé Kleinschnittger F250, F250C, F250S a F250 Super s maximální rychlostí až 110 km/h, které se vzájemně lišily karoseriemi. Žádné z nich se ale nedostalo do sériové výroby.
Kvůli nedostatečné poptávce vyhlásily věřitelské banky na Kleinschnittger v srpnu 1957 konkurz a společnost zanikla. Poté, co od 25. dubna 1950 od 5. srpna 1957 postavila 1992 Kleinschnittgerů. Z konkurzní podstaty Paul Kleinschnittger pořídil náhradní díly a zásoboval jimi uživatele F125.